# Melozone
Melozone – rodzaj ptaków z rodziny pasówek (Passerellidae).

## Zasięg występowania
Rodzaj obejmuje gatunki występujące w południowym Meksyku i Ameryce Centralnej.

## Morfologia
Długość ciała 15–19 cm; masa ciała 24,8–43 g.

## Systematyka

### Etymologia
Melozone: gr. μηλον mēlon – „policzek”; ζωνη zōnē – „pas”.

### Podział systematyczny
Część gatunków (albicollis, fusca, crissalis, aberti, kieneri) przeniesiono do rodzaju Kieneria. Do rodzaju należą następujące gatunki:
- Melozone biarcuata (Prévost & Des Murs, 1846) – ziemnołuszcz białolicy
- Melozone cabanisi (P.L. Sclater & Salvin, 1868) – ziemnołuszcz kostarykański – takson wyodrębniony ostatnio z M. biarcuata[8][9][10]
- Melozone leucotis Cabanis, 1861 – ziemnołuszcz białouchy